# Pyropteron (Synansphecia) atlantis
Pyropteron (Synansphecia) atlantis is een vlinder uit de familie wespvlinders (Sesiidae), onderfamilie Sesiinae.
Pyropteron (Synansphecia) atlantis is voor het eerst wetenschappelijk beschreven door Schwingenschuss in 1935. De soort komt voor in het Palearctisch gebied.